# William Nicholson (sceneggiatore)
William Benedict Nicholson (Lewes, 12 gennaio 1948) è uno sceneggiatore, drammaturgo e romanziere britannico, nominato due volte ai premi Oscar.
Nel 2015 è stato nominato Ufficiale dell'Ordine dell'Impero Britannico (OBE) per i servizi resi in ambito teatrale e letterario.

## Filmografia

### Sceneggiatore
- Martin Luther, Heretic (1983)
- Shadowlands (1985)
- The March (1990)
- Viaggio in Inghilterra (Shadowlands) (1993)
- Nell (1994)
- Il primo cavaliere (First Knight) (1995)
- Firelight (1997)
- Grey Owl - Gufo grigio (Grey Owl) (1999)
- Il gladiatore (Gladiator) (2000)
- Elizabeth: The Golden Age (2007)
- Les Misérables (2012)
- Mandela - La lunga strada verso la libertà (Mandela: Long Walk to Freedom) (2013)
- Unbroken (2014)
- Everest (2015)
- Ogni tuo respiro (Breathe) (2017)
- Le cose che non ti ho detto (Hope Gap) (2019)
- Tredici vite (Thirteen Lives) (2022)

### Regista
- Firelight (1997)
- Le cose che non ti ho detto (Hope Gap) (2019)